# Кузине, Роже
Роже Кузине (фр. Roger Cousinet; 3 ноября 1881, Аркей — 5 апреля 1973, Париж) — французский педагог, редактор. Профессор Парижской Сорбонны. Один из инициаторов современных методов обучения. Соучредитель ассоциации l'École nouvelle française.

## Биография
Окончил Высшую нормальную школу в Париже.
С 1905 по 1910 год учительствовал.
Участвовал под руководством Эмиля Дюркгейма в разработке учебных пособий по социальной жизни детей.
В декабре 1909 года получил свидетельство, позволяющее ему проводить проверки в начальных школах. В 1910—1941 годах — инспектор около 100 начальных школ, с 1941 года — профессор кафедры педагогической психологии в Сорбонне. С 1945 по 1958 год — заведующий кафедры педагогики университета.
Участник Первой мировой войны. Мобилизован в 1914 году, получил ранение.
С 1910 по 1940 годах — основатель и главный редактор журналов «Nouvelle Education» («Новое воспитание», 1920—1939) и «Воспитание и развитие» (с 1964).
В 1946 году был соучредителем ассоциации l'École nouvelle française и одновременно редактором журнала с таким же названием.
Р. Кузине - теоретик нового воспитания. Известен, главным образом, как создатель метода, так называемой, свободной групповой работы, при которой учащиеся 8-9-летнего возраста по желанию объединяются в группы по 5-6 человек. Каждая группа избирает для себя виды работ из имеющегося перечня тем и заданий. Учитель лишь наблюдает за работой группы, консультирует и проверяет результаты работы. Некоторые элементы этого метода до сих пор применяются во французской начальной школе.

## Избранные публикации
- Une méthode de travail libre par groupes, Ed. du Cerf, 1945
- Une méthode de travail libre par groupes (réédition avec une préface de Laurent Gutierrez (Paris) sur le parcours de l’auteur), Ed. Fabert, 2011
- La vie sociale de l’enfant, Scarabée, 1950
- L’éducation nouvelle, Delachaux et Niestlé, 1950
- Fais ce que je te dis, Scarabée, 1950
- La formation de l'éducateur, PUF, 1952